# Kalahari Classic
De Kalahari Classic was een golftoernooi in Zuid-Afrika, dat deel uitmaakte van de South African Tour (later als de Sunshine Tour). Het toernooi vond telkens plaats op de Iscor Golf Club, in Kathu.
Het toernooi werd gespeeld tot drie ronden en de par was bij elke ronde 72. In 1996 en 2000 was het weer zo slecht, dat het toernooi ingekort werd tot drie speelronden.
Van 1995 tot 1998 maakte het toernooi deel uit van de 'South African Tour'. 

## Winnaars
| Jaar | Winnaar        | Score     |
| ---- | -------------- | --------- |
| 1980 | Ian Mosey      |           |
| 1988 | Ben Fouchee    |           |
| 1989 | ?              |           |
| 1990 | André Cruse    |           |
| 1991 | Des Terblanche |           |
| 1992 | Derek James    |           |
| 1993 | Chris Davison  |           |
| 1994 | ?              |           |
| 1995 | A.P. Botes     | 209 (–7)  |
| 1996 | Brett Liddle   | 208 (–8)  |
| 1997 | Sean Pappas    | 209 (–7)  |
| 1998 | Andrew McLardy | 205 (–11) |

Amatola Sun Classic · Atlantic Beach Classic · Bell's Player Championship · Bloemfontein Classic · Botswana Open · Bushveld Classic · Canon Classic · Coca-Cola Charity Championship · Cock of the North · Devonvale Classic · Emfuleni Classic · Eskom Power Cup · General Motors Open · Goldfields Powerade Classic · Goodyear Classic · Graceland Challenge · Highveld Classic · ICL International · Iscor Newcastle Classic · Kalahari Classic · Limpopo Classic · Lombard Tyres Classic · Mafunyane Trophy · Mercedes Benz Golf Challenge · Mount Edgecombe Trophy · Namibië Open · Namibia PGA Championship · Nashua Wild Coast Sun Challenge · Natal Open · Nelson Mandela Invitational · Northern Cape Classic · Observatory Classic · Palabora Classic · Parmalat Classic · Radio Algoa Challenge · Randfontein Classic · Rhodesian Masters · Riviera Resort Classic · Royal Swazi Sun Classic · Seekers Travel Pro-Am · South African Masters · South African Match Play Championship · South African Pro-Am Invitational · Spoornet Classic · Sun Coast Classic · Transvaal Open · Vodacom Golf Championship · Vodacom Open · Vodacom Players Championship · Vodacom Series · Vodacom Trophy · Western Cape Classic · Western Province Open